# Eucharia interposita
Eucharia interposita là một loài bướm đêm thuộc phân họ Arctiinae, họ Erebidae.